# Communauté d’agglomération Melun Val de Seine
Die Communauté d’agglomération Melun Val de Seine ist ein französischer Gemeindeverband mit der Rechtsform einer Communauté d’agglomération im Département Seine-et-Marne in der Region Île-de-France. Sie wurde am 19. November 1972 gegründet und umfasst aktuell 20 Gemeinden. Der Verwaltungssitz befindet sich im Ort Melun.

## Historische Entwicklung
Am 1. Januar 2016 schloss sich die Communauté de communes Seine École mit ihren beiden Gemeinden Saint-Fargeau-Ponthierry und Pringy dem Gemeindeverband an.
Mit Wirkung vom 1. Januar 2017 traten vier Gemeinden aus anderen Gemeindeverbänden dem hiesigen Verband bei.

## Mitgliedsgemeinden
| Gemeinde                                      | Einwohner 1. Januar 2022 | Fläche km² | Dichte Einw./km² | Code INSEE | Postleitzahl |
| --------------------------------------------- | ------------------------ | ---------- | ---------------- | ---------- | ------------ |
| Boissettes                                    | 432                      | 1,54       | 281              | 77038      | 77350        |
| Boissise-la-Bertrand                          | 1.194                    | 7,80       | 153              | 77039      | 77350        |
| Boissise-le-Roi                               | 3.828                    | 7,09       | 540              | 77040      | 77310        |
| Dammarie-les-Lys                              | 23.252                   | 10,24      | 2.271            | 77152      | 77190        |
| La Rochette                                   | 3.919                    | 5,85       | 670              | 77389      | 77000        |
| Le Mée-sur-Seine                              | 19.527                   | 5,34       | 3.657            | 77285      | 77350        |
| Limoges-Fourches                              | 599                      | 7,96       | 75               | 77252      | 77550        |
| Lissy                                         | 343                      | 6,85       | 50               | 77253      | 77550        |
| Livry-sur-Seine                               | 2.224                    | 4,97       | 447              | 77255      | 77000        |
| Maincy                                        | 1.833                    | 10,19      | 180              | 77269      | 77950        |
| Melun                                         | 43.685                   | 8,04       | 5.433            | 77288      | 77000        |
| Montereau-sur-le-Jard                         | 498                      | 11,29      | 44               | 77306      | 77950        |
| Pringy                                        | 3.861                    | 4,10       | 942              | 77378      | 77310        |
| Rubelles                                      | 3.450                    | 3,91       | 882              | 77394      | 77950        |
| Saint-Fargeau-Ponthierry                      | 15.117                   | 16,57      | 912              | 77407      | 77310        |
| Saint-Germain-Laxis                           | 737                      | 7,18       | 103              | 77410      | 77950        |
| Seine-Port                                    | 1.824                    | 8,53       | 214              | 77447      | 77240        |
| Vaux-le-Pénil                                 | 11.378                   | 11,64      | 977              | 77487      | 77000        |
| Villiers-en-Bière                             | 242                      | 10,76      | 22               | 77518      | 77190        |
| Voisenon                                      | 1.169                    | 3,36       | 348              | 77528      | 77950        |
| Communauté d’agglomération Melun Val de Seine | 139.112                  | 153,21     | 908              | –          | –            |